# Gonolobus xanthotrichus
Gonolobus xanthotrichus är en oleanderväxtart som beskrevs av T. S. Brandegee. Gonolobus xanthotrichus ingår i släktet Gonolobus och familjen oleanderväxter. Inga underarter finns listade i Catalogue of Life.